# Paříž–Nice 2006
64. ročník etapového cyklistického závodu Paříž–Nice se konal od 5. března do 12. března  2006 v Nice.
Závod z Paříže do Nice je již přes šedesát let prvním etapovým závodem v Evropě a stejně i v roce 2006 byl i úvodním podnikem seriálu ProTour. Ačkoliv tento rok to bylo s ProTour vlastně díky sporům mezi hlavní cyklistickou federací UCI a organizátory velkých závodů, kam spadá i Paříž–Nice, poněkud složitější. UCI sice rozdělovala body do žebříčku ProTour, ale pořadatelé závod do seriálu nezařadili.

## Průběh
Obhajovat prvenství přijel Bobby Julich. Do Paříže však tentokrát dorazil bez větších ambicí, protože jeho Team-CSC měl v roce 2006 jiné priority. Bjarne Riis chtěl ovládnout všechny tříetapové závody a strategie týmu tomu musela být přizpůsobena. Přesto Julich vyhrál pětikilometrový prolog. Druhého Kašečkina porazil o necelou sekundu. Jen o tři sekundy za Julichem skončil Boonen (Quickstep) a bylo jasné, že pokud se nestane něco neočekávaného, Američana díky časové bonifikaci za umístění hned v další etapě ze žlutého svlékne.
Předpoklady se potvrdily. Úřadující mistr světa vyhrál ve spurtu před Allanem Davisem (Liberty-Seguros) první dvě etapy. Boonen pak přidal další vavřin ve čtvrté etapě a potvrdil skvělou jarní formu – měl v tu chvíli na kontě již 10 vítězství. Jako vedoucí muž bodovací soutěže (tu tedy vyhrál Samuel Sánchez) poté Boonen odstoupil v poslední etapě, aby měl více času na trénink před klasikou Milán – San Remo. 
Pro celkové umístění byla rozhodující třetí etapa, kde na peloton čekala 18 km před cílem těžká vrchařská prémie. Na ní udeřili Landis s Villou, získali více než minutový náskok a vítězství v etapě přenechal Landis bez boje Villovi. Sám se však ujal vedení a za vydatné pomoci týmu jej bez obtíží uhájil až do cíle v Nice. Pro Landise to bylo první vítězství na takto cenněném etapovém závodě i důkazem toho, že systematická příprava na vrchol sezóny jde správným směrem – Landis měl být lídrem Phonaku pro Tour de France. 
Zbylé tři etapy nabídly náročnější profil a to ze hry o prvenství vyřadilo sprintery. V takovém případě nemá žádný z týmů zájem na tom, aby se rozhodovalo v hromadném dojezdu, což otvírá možnosti pro úspěšný únik těch, kteří zároveň nepředstavují nebezpečí pro lídra celého závodu. Proto se v páté etapě radoval Joaquin Rodriguez (Caisse d'Epargne-Illes Balears), v šesté se dočkal slávy Kašečkin (Liberty-Seguros) a v poslední sedmé byl ve spurtu pětičlenné skupinky nejrychlejší Markus Zberg (Gerolsteiner). Hodně vidět byli samozřejmě Francouzi, kteří na vítězství v tomto závodě čekají již od roku 2002, kdy byl v cíli etapy v Saint Etienne nejrychlejší legendární Jalabert. Jenže výsledkem francouzských snah bylo jen druhé místo Chavanela v šesté etapě a celkově byl nejlepší 12. Casar, který na vítěze ztratil přes tři minuty. Francouzská cyklistika po odchodu Virenqua a Jalaberta nemá nikoho, kdy by se mohl rovnat absolutní špičce.

## Klasifikace
1. Floyd Landis (USA) Phonak Hearing Systems 31.54.41
2. Patxi Xabier Vila Errandonea (Špa) Lampre-Fondital 0.09
3. Antonio Colom (Špa) Caisse d'Epargne-Illes Balears 1.05
4. Samuel Sánchez (Špa) Euskaltel-Euskadi 1.13
5. Frank Schleck (Luc) Team CSC 1.22
6. José Azevedo (Por) Discovery Channel Pro Cycling Team 1.35
7. Erik Dekker (Niz) Rabobank 1.38
8. Pietro Caucchioli (Ita) Credit Agricole 1.39
9. José Luis Rubiera (Špa) Discovery Channel Pro Cycling Team 1.40
10. Christopher Horner (USA) Davitamon-Lotto 1.43